# Acival Gomes
Acival Gomes dos Santos (Aquidabã, 7 de janeiro de 1948), filho de Acidália Gomes e Manuel Dernival Santos dos Santos é um jornalista, radialista e político brasileiro.  Teve três filhos, fruto do seu casamento com Maria Nazaré de Carvalho.

Assinatura de Acival Gomes na Constituição de 1988. Arquivo Nacional.

Acival se formou pela Faculdade de Comunicação do Recife. Tendo começado a vida pública como vereador em Aracaju, no ano de 1972, pelo Movimento Democrático Brasileiro (MDB), partido que se opunha ao Regime Militar de 1964.
Conseguiu se reeleger em 1976. Após a reorganização partidária no ano de 1979 que dava fim ao bipartidarismo instaurado pela Ditadura Militar, se filiou ao PMDB. Em 1982 conseguiu emendar o seu terceiro mandato na Câmara Legislativa de Aracaju
Acival Gomes elegeu-se deputado federal em 1986. No seu mandato, foi favorável à nacionalização do subsolo, a legalização do aborto e da estatização do sistema financeiro.  Ainda votou contra a pena de morte e o pluralismo sindical. Foi convidado para ocupar o cargo de  Secretário Estadual de Obras, Transportes e Energia em 1989. Estando filiado desde 1988 ao Partido da Social Democracia Brasileira, retornou para a Câmara Legislativa para ajudar o seu então candidato à presidência da república, Mario Covas, a ter mais tempo de televisão e rádio. Em 1990, tentou reeleger-se conseguindo uma suplência. Deixou a Câmara no fim do seu mandato, em janeiro de 1991.
Em 1995,  foi nomeado para presidente da Telecomunicações de Sergipe, pelo então governador Albano Franco. Saiu dessa função em 1998 pleiteando um posto de deputado estadual nas eleições daquele ano, o que acabou não ocorrendo. Nas eleições de 2002 foi candidato, pelo PSDB, a Câmara dos Deputados por Sergipe e obteve uma suplência.